# Roda Quem Pode
O Grêmio Recreativo Bloco Carnavalesco Roda Quem Pode é um bloco de enredo do Rio de Janeiro, sediado no município de Queimados. mais precisamente no bairro da Glória
Com 100 pontos, foi o terceiro colocado do Grupo 3 no Carnaval 2010  após ser o décimo e último bloco da noite, com o enredo Vovó me contou assim, desenvolvido por uma Comissão de Carnaval. em 2011, foi rebaixada ao Grupo 4 dos Blocos. no ano de 2013, se ausentou-se do desfile dos blocos, onde estava pelo Grupo 4. estando assim suspensa de desfilar pela Federação dos Blocos.

## Carnavais
| Ano                         | Colocação                   | Grupo                       | Enredo                                    | Carnavalesco                | Ref.   |
| --------------------------- | --------------------------- | --------------------------- | ----------------------------------------- | --------------------------- | ------ |
| 2006                        | 3ºlugar                     | 3–BLOCO                     | Ár e água, céu a vida                     | Comissão de Carnaval        | [ 4 ]  |
| 2007                        | 4°lugar                     | 3–BLOCO                     | As três faces deste povo                  | Comissão de Carnaval        | [ 5 ]  |
| 2008                        | Vice-campeã                 | 3–BLOCO                     | Do Passado seguimos a lenda               | Comissão de Carnaval        | [ 6 ]  |
| 2009                        | 10° lugar                   | 2–BLOCO                     | Os 10 artigos da criança e do adolescente | Valdemir Bráz               | [ 7 ]  |
| 2010                        | 3º lugar                    | 3–BLOCO                     | Vovó me contou assim                      | Comissão de Carnaval        | [ 8 ]  |
| 2011                        | 9º lugar                    | 3–BLOCO                     | O Paraíso virou lixo                      | Comissão de Carnaval        | [ 9 ]  |
| 2012                        | 4º lugar                    | 4–BLOCO                     | Eu Sou o Carnaval!                        | Comissão de Carnaval        | [ 10 ] |
| Não desfilou no ano de 2013 | Não desfilou no ano de 2013 | Não desfilou no ano de 2013 | Não desfilou no ano de 2013               | Não desfilou no ano de 2013 | [ 11 ] |